# وایلیا
وایلیا (به ایتالیایی: Vaglia) یک کومونه در ایتالیا است که در استان فلورانس واقع شده‌است. وایلیا ۵۷٫۰ کیلومتر مربع مساحت و ۵٬۰۷۳ نفر جمعیت دارد و ۲۹۰ متر بالاتر از سطح دریا واقع شده‌است.

## خواهرخوانده
شهر پاگانی خواهرخواندهٔ وایلیا هست.